# Artem Alichanjan

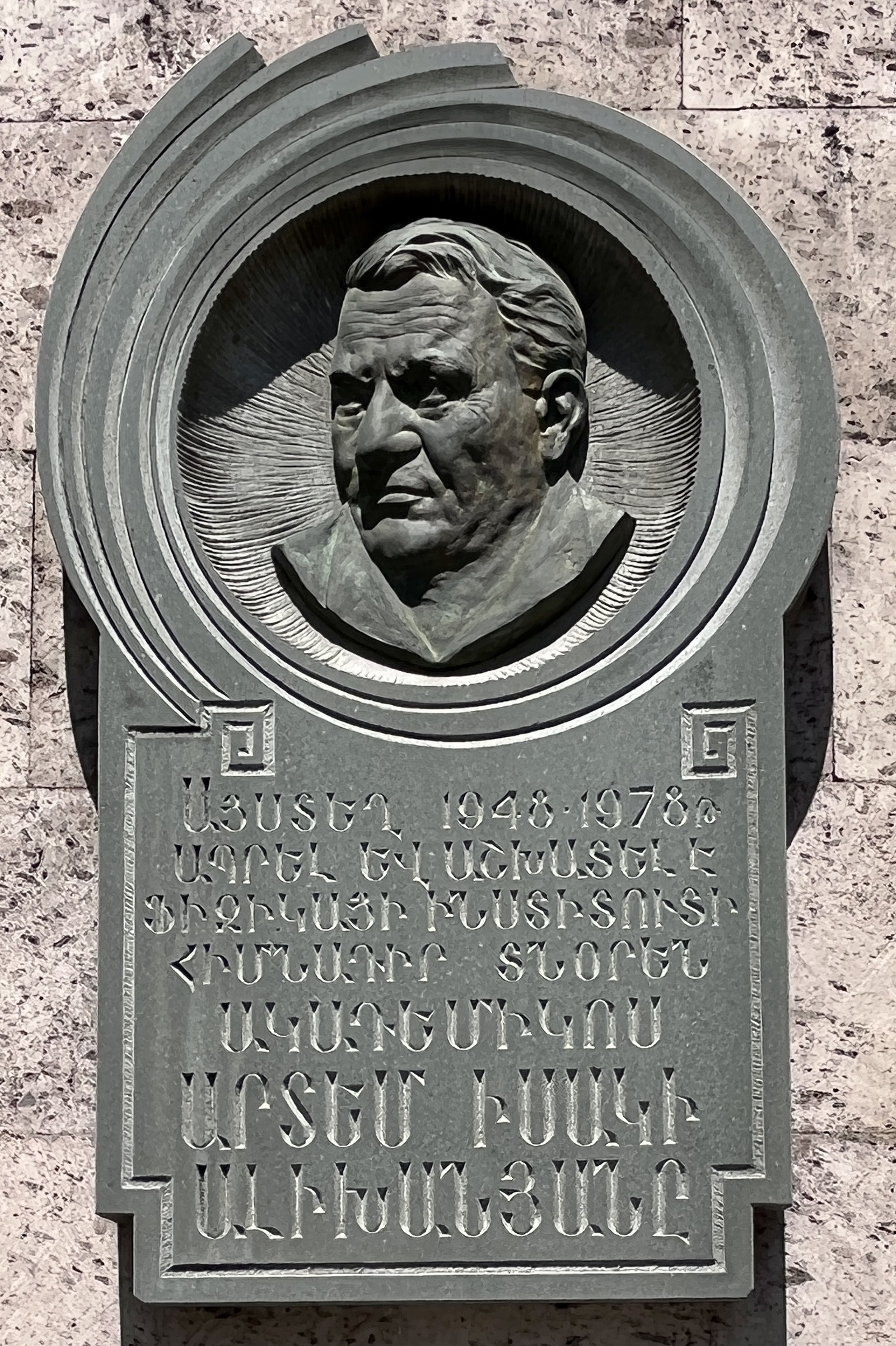
Artem Alichanjan

Artem Isahaki Alichanjan (armenisch Արտեմ Իսահակի Ալիխանյան, russisch Артём Исаакович Алиханьян; * 11. Junijul. / 24. Juni 1908greg. in Tiflis; † 25. Februar 1978 in Moskau) war ein sowjetisch-armenischer Kernphysiker und Hochschullehrer.

## Leben
Alichanjan, Sohn des armenischen Schauspielers Isahak Semjoni Alichanjan (1876–1946), studierte an der Universität Leningrad mit Abschluss 1931. Bereits ab 1927 arbeitete er im Leningrader Physikalisch-Technischen Institut (bis 1941). Er bearbeitete Probleme der Kernphysik, der Kosmischen Strahlung, der Beschleunigerphysik und der Elementarteilchenphysik. Zusammen mit seinem älteren Bruder Abram Isaakowitsch Alichanow und B. S. Dschelepow beobachtete er 1934 als einer der ersten die künstliche Radioaktivität. Ebenfalls mit seinem Bruder und M. S. Kosodajew entdeckte er die Positron-Elektron-Paarbildung. 1936 wiesen die Brüder zusammen mit L. A. Arzimowitsch die Energie- und Impulserhaltung bei der Positron-Elektron-Annihilation nach. 1940 wurde er zum Doktor der physikalisch-mathematischen Wissenschaften promoviert. 1941 erhielt Alichanjan für seine Radioaktivitätsuntersuchungen den Stalinpreis II. Klasse. 1942 wurde er zum Professor ernannt. Im gleichen Jahr initiierten die Brüder eine Expedition auf den Aragaz, um nach Protonen als dritte Komponente der kosmischen Strahlung zu suchen. Sie fanden Teilchen mit Massen zwischen denen der Protonen und Myonen.
1943 wurde Alichanjan Direktor des Jerewaner Physikalischen Instituts und Leiter eines Lehrstuhls an der Universität Jerewan (bis 1973) sowie Mitglied der Armenischen Akademie der Wissenschaften. 1946 wurde er Korrespondierendes Mitglied der Akademie der Wissenschaften der UdSSR (AN-SSSR) und leitete neben seiner Tätigkeit in Jerewan den Lehrstuhl für Kernphysik des Moskauer Ingenieurphysikalischen Instituts (MIFI) und das Elementarteilchen-Laboratorium des Moskauer Physikalischen Instituts der AN-SSSR (bis 1960). Er untersuchte Elementarteilcheneigenschaften mit dem Teilchenbeschleuniger und baute eine 570-Liter-Blasenkammer. Mit seinem Bruder und Wiktor Hambardsumjan initiierte er 1956 das Elektronensynchrotron ARUS mit 6 GeV in Jerewan, das 1967 in Betrieb ging. 1965 lud ihn die Harvard University zu den Loeb and Lee lectures in Physics ein. Er entwickelte eine neuartige Funkenkammer für die Teilchendetektion, für die er 1970 den Leninpreis erhielt. Zu seinen Schülern gehörten G. M. Garibjan, A. O. Waissenberg und W. G. Kirillow-Ugrjumow.
Alichanjan war nicht Parteimitglied und unterschrieb 1955 den Brief der Dreihundert an das Politbüro der Kommunistischen Partei der Sowjetunion gegen den Lyssenkoismus. Er unterstützte den Dissidenten J. F. Orlow, organisierte die Reisen A. I. Raikins, A. D. Sacharows und J. G. Bonners nach Armenien und stand in engem Kontakt mit den Künstlern M. Sarjan, A. T. Galenz und M. K. Awetisjan. Er war befreundet mit M. S. Schaginjan, M. M. Soschtschenko, D. D. Schostakowitsch, I. J. Pomerantschuk, A. B. Migdal und L. D. Landau.
Alichanjans Lebensgeschichte wird in dem Film Barev, yes em (1966) dargestellt, der bei den Internationalen Filmfestspielen von Cannes ausgezeichnet wurde.

## Ehrungen
- Orden des Roten Banners der Arbeit (1941, 1945)
- Stalinpreis II. Klasse (1941)
- Stalinpreis I. Klasse (1948)
- Verdienter Wissenschaftler der Armenischen SSR (1967)
- Leninpreis (1970)
- Preis des Ministerrats der UdSSR (1973)